# Абрамов, Александр Иванович (писатель)
Абра́мов, Алекса́ндр Ива́нович (1 декабря 1900, Москва — 4 марта 1985, Москва) — советский писатель-фантаст, киносценарист и театральный критик, журналист.

## Образование
Окончил Институт иностранных языков и Литературный институт им. В. Я. Брюсова (оба в Москве).

## Карьера
Работал в редакциях журнала «Интернациональная литература», «Театр», в газете «Вечерняя Москва». Член Союза писателей СССР.
В научной фантастике дебютировал повестью «Гибель шахмат» (1926). Вновь вернулся к фантастике только через 30 лет, опубликовав почти все последующие фантастические произведения в соавторстве с сыном Сергеем Абрамовым.
Писал также киносценарии, современную прозу.